# Španjolska malonogometna reprezentacija
Španjolska malonogometna reprezentacija predstavlja Španjolsku na međunarodnim futsal natjecanjima pod pokroviteljstvom nogometnih organizacija FIFA ili UEFA.

## Rezultati

### FIFA Svjetsko malonogometno prvenstvo
| FIFA Svjetsko malonogometno prvenstvo | FIFA Svjetsko malonogometno prvenstvo | FIFA Svjetsko malonogometno prvenstvo | FIFA Svjetsko malonogometno prvenstvo | FIFA Svjetsko malonogometno prvenstvo | FIFA Svjetsko malonogometno prvenstvo | FIFA Svjetsko malonogometno prvenstvo | FIFA Svjetsko malonogometno prvenstvo |
| Godina                                | Plasman                               | Utakmica                              | Pob.                                  | Ner.                                  | Por.                                  | Pos.                                  | Pri.                                  |
| ------------------------------------- | ------------------------------------- | ------------------------------------- | ------------------------------------- | ------------------------------------- | ------------------------------------- | ------------------------------------- | ------------------------------------- |
| Nizozemska 1989.                      | Prvi krug                             | 3                                     | 2                                     | 0                                     | 1                                     | 14                                    | 9                                     |
| Hong Kong 1992.                       | Treće mjesto                          | 8                                     | 5                                     | 1                                     | 2                                     | 42                                    | 35                                    |
| Španjolska 1996.                      | Drugo mjesto                          | 8                                     | 7                                     | 0                                     | 1                                     | 34                                    | 12                                    |
| Gvatemala 2000.                       | Pobjednik                             | 8                                     | 8                                     | 0                                     | 0                                     | 41                                    | 8                                     |
| Republika Kina 2004.                  | Pobjednik                             | 8                                     | 6                                     | 1                                     | 1                                     | 30                                    | 7                                     |
| Brazil 2008.                          | Drugo mjesto                          | 9                                     | 7                                     | 2                                     | 0                                     | 29                                    | 11                                    |
| Tajland 2012.                         | Kvalificiran                          | -                                     | -                                     | -                                     | -                                     | -                                     | -                                     |
| Ukupno                                | 6/6                                   | 44                                    | 35                                    | 4                                     | 5                                     | 190                                   | 82                                    |

### UEFA Europsko malonogometno prvenstvo
| UEFA Europsko malonogometno prvenstvo | UEFA Europsko malonogometno prvenstvo | UEFA Europsko malonogometno prvenstvo | UEFA Europsko malonogometno prvenstvo | UEFA Europsko malonogometno prvenstvo | UEFA Europsko malonogometno prvenstvo | UEFA Europsko malonogometno prvenstvo | UEFA Europsko malonogometno prvenstvo |
| Godina                                | Plasman                               | Utakmica                              | Pob.                                  | Ner.                                  | Por.                                  | Pos.                                  | Pri.                                  |
| ------------------------------------- | ------------------------------------- | ------------------------------------- | ------------------------------------- | ------------------------------------- | ------------------------------------- | ------------------------------------- | ------------------------------------- |
| Španjolska 1996.                      | Pobjednik                             | 4                                     | 3                                     | 1                                     | 0                                     | 13                                    | 7                                     |
| Španjolska 1999.                      | Drugo mjesto                          | 5                                     | 4                                     | 1                                     | 0                                     | 17                                    | 7                                     |
| Rusija 2001.                          | Pobjednik                             | 5                                     | 5                                     | 0                                     | 0                                     | 19                                    | 5                                     |
| Italija 2003.                         | Treće mjesto                          | 4                                     | 1                                     | 2                                     | 1                                     | 8                                     | 6                                     |
| Češka 2005.                           | Pobjednik                             | 5                                     | 4                                     | 0                                     | 1                                     | 15                                    | 7                                     |
| Portugal 2007.                        | Pobjednik                             | 5                                     | 3                                     | 2                                     | 0                                     | 16                                    | 7                                     |
| Mađarska 2010.                        | Pobjednik                             | 5                                     | 4                                     | 1                                     | 0                                     | 27                                    | 5                                     |
| Hrvatska 2012.                        | Kvalificiran                          | -                                     | -                                     | -                                     | -                                     | -                                     | -                                     |
| Ukupno                                | 8/8                                   | 33                                    | 24                                    | 7                                     | 2                                     | 115                                   | 44                                    |